# Текляновка
Текляновка (укр. Теклянівка) — село на Украине, находится в Радомышльском районе Житомирской области.
Код КОАТУУ — 1825084206. Население по переписи 2001 года составляет 66 человек. Почтовый индекс — 12240. Телефонный код — 4132. Занимает площадь 0,271 км².

## Адрес местного совета
12240, Житомирская область, Радомышльский р-н, с. Заньки, ул. Центральная, 3